# Dans le jardin d'un monastère
 (novembre 2017).

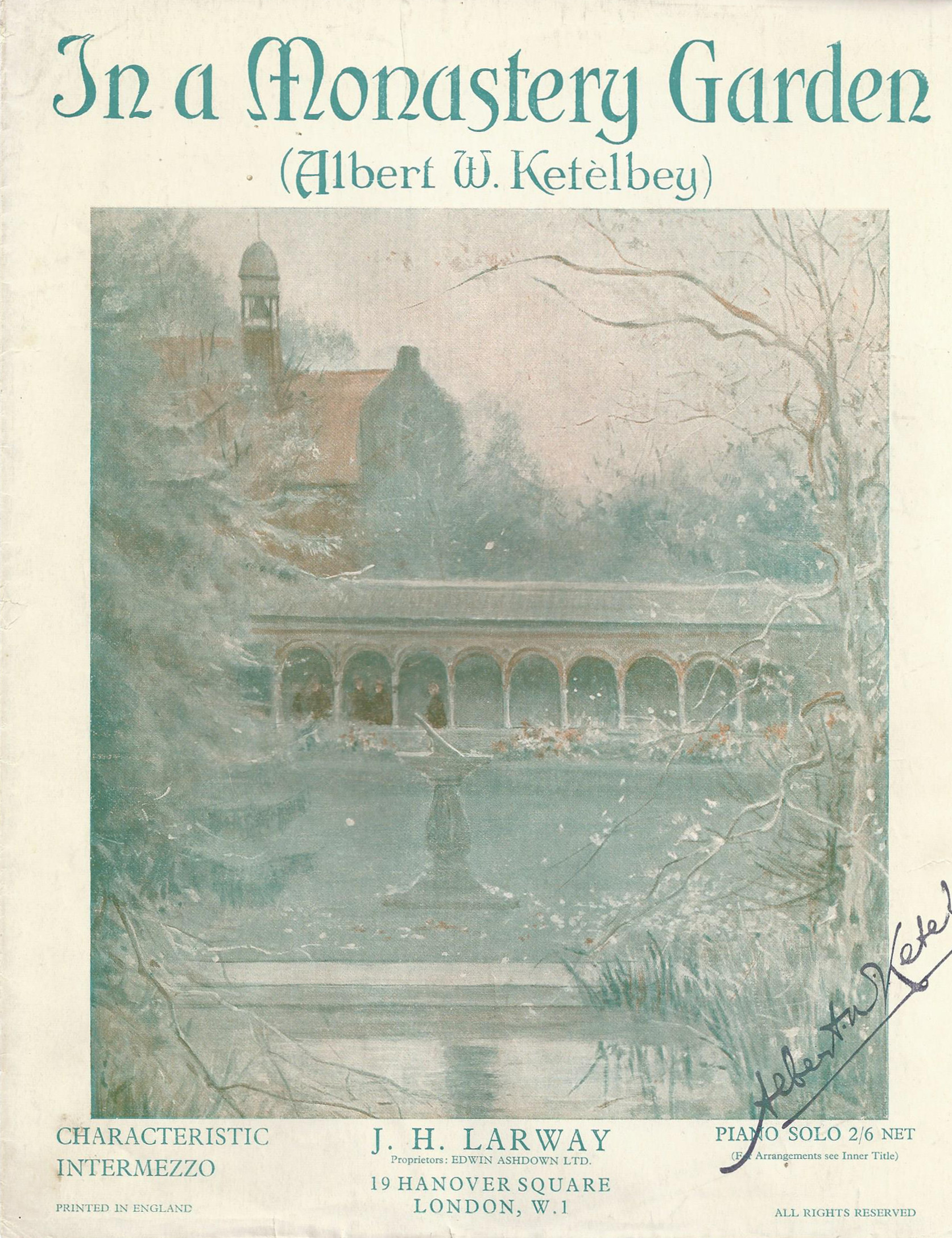
Dans le jardin d'un monastère

Dans le jardin d'un monastère (In a Monastery Garden) est un hymne au printemps composé par Albert Ketèlbey (1875-1959) en 1915, après que le compositeur a visité le jardin d'un monastère.

## Description
Cette œuvre demeure l'une des plus connues de ce compositeur avec Sur un marché persan et Dans le jardin d'un temple chinois. La version de Ronnie Ronalde (qui l'a reprise en sifflant) fut particulièrement fructueuse et se vendit à plus d'un million d'exemplaires.
Cette œuvre, de 6 minutes, décrit la vie foisonnante dans un monastère et son jardin :
- Le premier thème décrit les songes d'un prêtre dans la profonde tranquillité du jardin, les oiseaux chantent, le ciel est bleu et un sentiment de plénitude se dégage des arbres et de la nature.
- Le deuxième thème, mineur, exprime une profonde mélancolie, un repentir et une résignation envers Dieu, représenté par le Kyrie eleison chanté par les moines.
- À la fin, le premier thème est répété en decrescendo et le chant des moines est repris en crescendo terminant par un immense chant d'allégresse[2].